# Cesare Manzella
Cesare Manzella (Cinisi, 18 de diciembre de 1897 - Cinisi, 26 de abril de 1963)  fue un tradicional capo de la Mafia que tenía su lugar en la primera Comisión. Era el jefe de la familia mafiosa de Cinisi, una pequeña ciudad costera cerca del Aeropuerto de Palermo-Punta Raisi. Como el aeropuerto se encontraba en su territorio se convirtió en una activo de incalculable valor para la importación y exportación de contrabando, incluidos los estupefacientes. Su segundo era Gaetano Badalamenti.

## Expulsión de los EE. UU.
Después de una estancia en los Estados Unidos, donde había pasado muchos años organizando casas de juego en Chicago, Manzella volvió a Cinisi después de haber sido expulsado por las autoridades de EE. UU. en 1947. En Cinisi era propietario de una extensa plantación de cítricos. Manzella fue descrito como una "persona violenta e intimidatoria" por los Carabineros locales. "Es astuto y tiene una capacidad de organización bien desarrollada, que le permite disfrutar de una indiscutible supremacía sobre los delincuentes y los mafiosos locales". No solo actuaba en Cinisi, sino también en las comunidades circundantes de Carini, Torretta, Terrasini, Partinico, Borgetto y Camporeale. Fue uno de los miembros de la primera Comisión que se estableció en 1958.
Manzella amaba mostrarse como un benefactor. Mientras paseaba por las estrechas calles de Cinisi, con su sombrero de ala ancha de estilo americano, repartía dulces a los niños por la calle. Dedicó una parte de sus ganancias ilícitas a la construcción de un orfanato. Su caridad fue recompensada por su elección como presidente de Acción Católica de Cinisi.

## Primera Guerra de la Mafia
Manzella estuvo muy involucrado en el contrabando de cigarrillos y el tráfico de heroína. Fue uno de los protagonistas en la Primera guerra de la mafia. El conflicto estalló por un cargamento manipulado de heroína. Cesare Manzella, los primos de Ciaculli y los hermanos La Barbera habían financiado la expedición. Las sospechas recayeron sobre Calcedonio Di Pisa, que había recogido la heroína para Manzella del proveedor corso, Pascal Molinelli, y había organizado el transporte para los socios de Manzella en Nueva York.
El caso fue llevado ante la Comisión, pero el desacuerdo sobre la manera de manejarlo y la vieja hostilidad hacia los La Barbera, provocaron un conflicto sangriento, entre los aliados del clan de los Greco, dirigido por Salvatore "Ciaschiteddu" Greco, y los aliados del clan de La Barbera. Manzella se posicionó del lado de los Grecos y se convirtió en el objetivo de las facciones rivales. Manzella fue asesinado el 26 de abril de 1963, víctima de un coche bomba. Los restos de Manzella fueron hallados en un limonar a cien metros del cráter.

## Giuseppe Impastato
Manzella era tío por matrimonio de Giuseppe Impastato, el activista antimafia que fue asesinado por la mafia en 1978. La actividad antimafia de Peppino Impastato podría haber sido provocada por el brutal asesinato de Manzella, cuando Peppino tenía 15 años, ya que quedó traumatizado por este evento. "¿Es esto realmente la mafia? Si esto es la mafia voy a luchar contra ella durante el resto de mi vida...".